# Comic Avarus
Comic Avarus (яп. 月刊コミックアヴァルス гэккан комикку аварусу) — японский журнал манги, специализирующийся на сёдзё-манге (для девушек). Учрежден издательством Mag Garden в качестве замены ранее закрытому Comic Blade Masamune. Первый номер появился в продаже 15 сентября 2007 года. Журнал первоначально назывался Comic Blade Avarus (яп. 月刊コミックブレイドアヴァルス гэккан комикку бурэйдо аварус), а в сентябре 2010 года был переименован просто в Comic Avarus. Кроме новой манги для женской аудитории, в журнале изредка публикуются произведения для юношей (сёнэн), предварительно выходившие в Comic Blade Masamune.

## Манга в журнале
- Utsurowazarumono -Breath of Fire IV- (Хитоси Итимура)
- Erementar Gerad -Aozora no Senki- (Маюми Адзума)
- Heart no Kuni no Alice ~Wonderful Wonder World~ (Сомэй Хосино)
- Ilegenes: Giyoku no Koukyoukyoku (Катиру Исидзуэ по сценарию Мидзуны Кувабары)
- Ilegenes: Kokuyou no Kiseki (Катиру Исидзуэ по сценарию Мидзуны Кувабары)
- Konton no Shiro (Хиро Мацуба по сценарию Баку Юмэмакура)
- Monochrome Factor (Каили Сорано)
- Number (Кавори Цубаки)
- Tactics (Кадзуко Хигасияма, Сакура Киносита)
- Vassalord (Нанаэ Куроно)
- Your and My Secret (Ай Моринага)